# Mingrélie-et-Haute-Svanétie
Ne doit pas être confondu avec Haute Svanétie.
La Mingrélie-Haute Svanétie (en géorgien : სამეგრელო-ზემო სვანეთი, phonétiquement samégrélo-zémo svanéti) est une région administrative de l'ouest de la Géorgie, dans le Caucase. Elle a pour capitale Zougdidi.
Elle recouvre en fait deux provinces historiques distinctes, la Mingrélie et partiellement la Svanétie.

## Géographie
Elle est bordée à l'ouest par la République autonome d'Abkhazie, au nord par la fédération de Russie, à l'est par la région de Ratcha-Letchkhoumie et Basse Svanétie, au sud-est par l'Iméréthie, au sud par la Gourie et par la mer Noire.

## Langues
La langue principale est le géorgien, avec une pratique limitée des langues mingrélien et svane.

## Démographie
La région est peuplée principalement de Géorgiens (Mingréliens) et de réfugiés d'Abkhazie, à la suite du conflit entre les Abkhazes — aidés par les Russes — et les Géorgiens qui a déplacé plus de 200 000 personnes durant les années 1990.

### Évolution de la population (2011 à 2016)
Du 1er janvier 2011 au 1er janvier 2016, la population a diminué de 147 000 personnes. Si les surestimations administratives en sont une cause, la sous-estimation du phénomène de migration en est une autre : les mouvements de population des campagnes vers les villes (essentiellement Tbilissi) et des villes vers l'étranger se poursuivent.
| Année | Urbaine | Rurale  | Totale  |
| 2011  | 192 200 | 284 900 | 477 100 |
| 2012  | 193 400 | 286 100 | 479 500 |
| 2013  | 192 300 | 284 600 | 476 900 |
| 2014  | 191 900 | 284 400 | 476 300 |
| 2015  | 129 300 | 201 200 | 330 500 |
| 2016  | 128 800 | 200 900 | 329 700 |

### Répartition des groupes ethniques (2014)
| Groupe ethnique | Population | Population |
| --------------- | ---------- | ---------- |
| Géorgiens       | 328 662    | 99,37 %    |
| Russes          | 1 173      | 0,35 %     |
| Ukrainiens      | 312        | 0,09 %     |
| Arméniens       | 143        | 0,04 %     |
| Autres          | 471        | 0,14 %     |
| Total           | 330 761    | 100 %      |

Les deux villes les plus peuplées sont : Zougdidi et Poti.

## Subdivisions administratives

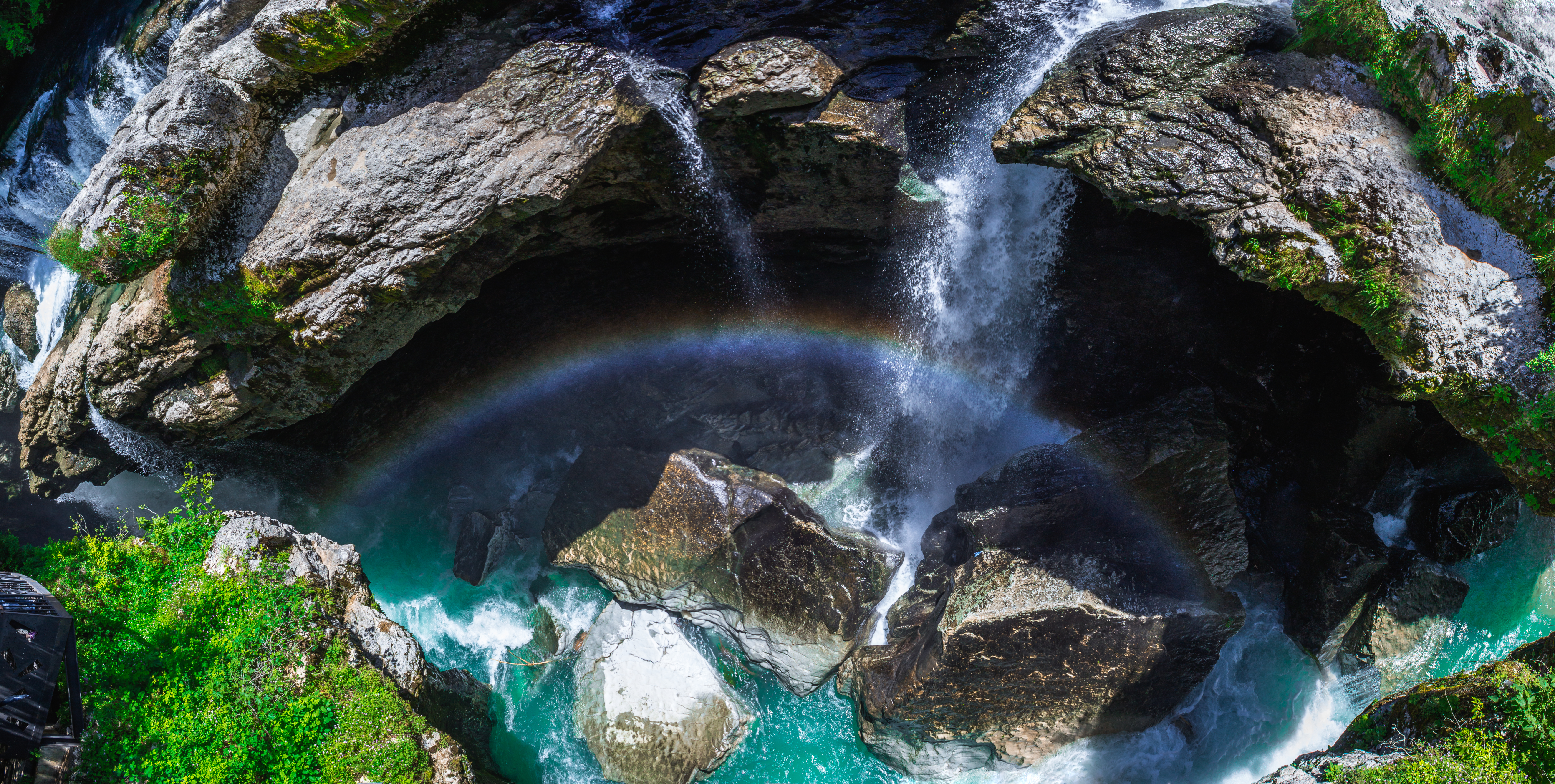
Panorama du canyon Martvili en Mingrélie-et-Haute-Svanétie. Mai 2017.

Elle est composée de huit districts
- Abacha,
- Khobi,
- Martvili,
- Mestia,
- Senaki,
- Tchkhorotskou,
- Tsalendjikha,
- Zougdidi,

et d’une ville autonome Poti.

## Transport
Poti et Zougdidi sont reliés à Tbilissi par voie ferroviaire ainsi que par voie routière. La région possède un aéroport, celui de Mestia qui la relie à Tbilissi. L'aéroport de Poti est en cours de rénovation. L'aéroport international le plus proche est celui de Koutaïssi, en Iméréthie. Poti possède également un port qui relie par ferries des villes ukrainiennes.

## Tourisme

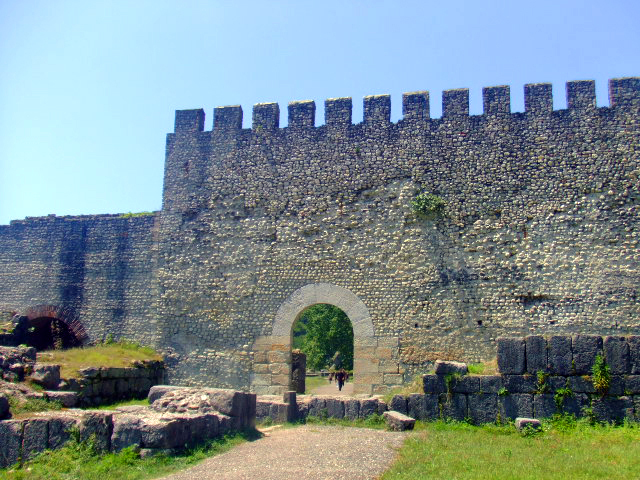
forteresse de Nokalakevi

Elle propose différents centres d'intérêt comme
- le Palais Dadiani (en) à Zougdidi, musée national géorgien,
- la cathédrale de Tsalendjikha,
- le site archéologique de Nokalakevi,
- le jardin botanique de Zougdidi (en),
- le parc national de Kolkheti,

ainsi que les hautes montagnes de Svanétie propices selon les saisons aux randonnées pédestres et équestres, ou aux sports d'hiver sur les pistes ou hors des pistes jusqu'au mont Chkhara (5 193 mètres).

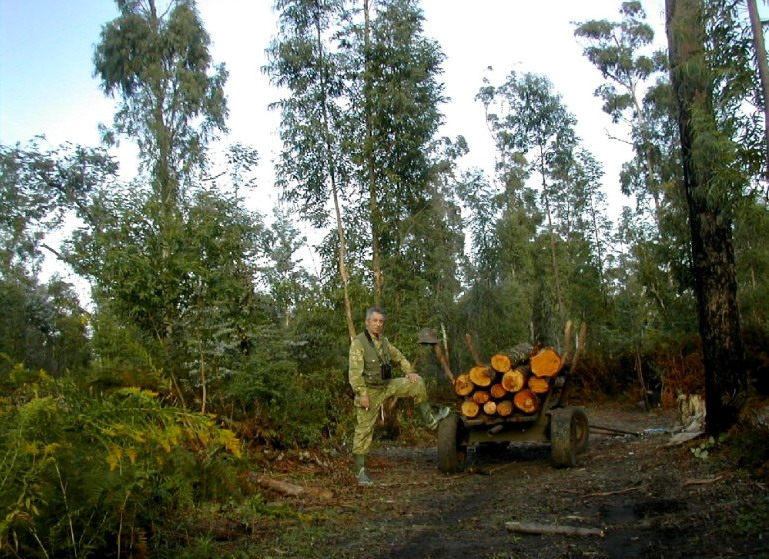
Parc national de Kolkheti